# スーザン・チラ
スーザン・チラ（英語: Susan Deborah Chira）はアメリカ合衆国のジャーナリスト・著作家。ニューヨーク州ニューヨーク出身。2004年～2011年までニューヨーク・タイムズの外信部長を務め、2011年9月より編集局次長を務めていた。
スーザンはニューヨーク市のライで生まれ育ち、1976年にフィリップス・アカデミー（マサチューセッツ州アンドーヴァー）を卒業し、1980年にハーバード大学で文学士（ラテン文学専攻）を取得した。その後、ファイ・ベータ・カッパ・ソサエティ（en:Phi Beta Kappa Society）の一員となった。ハーバード大学在学中には、学生新聞「ハーバード・クリムゾン（en:The Harvard Crimson）」の主幹を務めた。
1981年にニューヨーク・タイムズに入社。1984年から1989年にかけてニューヨーク・タイムズ東京支局の特派員および支局長だった。その後、オールバニ (ニューヨーク州)とスタンフォード (コネチカット州)支局での首都圏地域記者、国家教育特派員、外信部長、「ウィーク・レビュー（The Week in Review）」 の編集者、著書出版部の編集長を務めた。
1984年9月にコロンビア大学ジャーナリズム大学院教授のマイケル・シャピロと結婚し、2人の子供（エリザ、ジェイ）がいる。